# Czołg w al. Zwycięstwa w Gdańsku

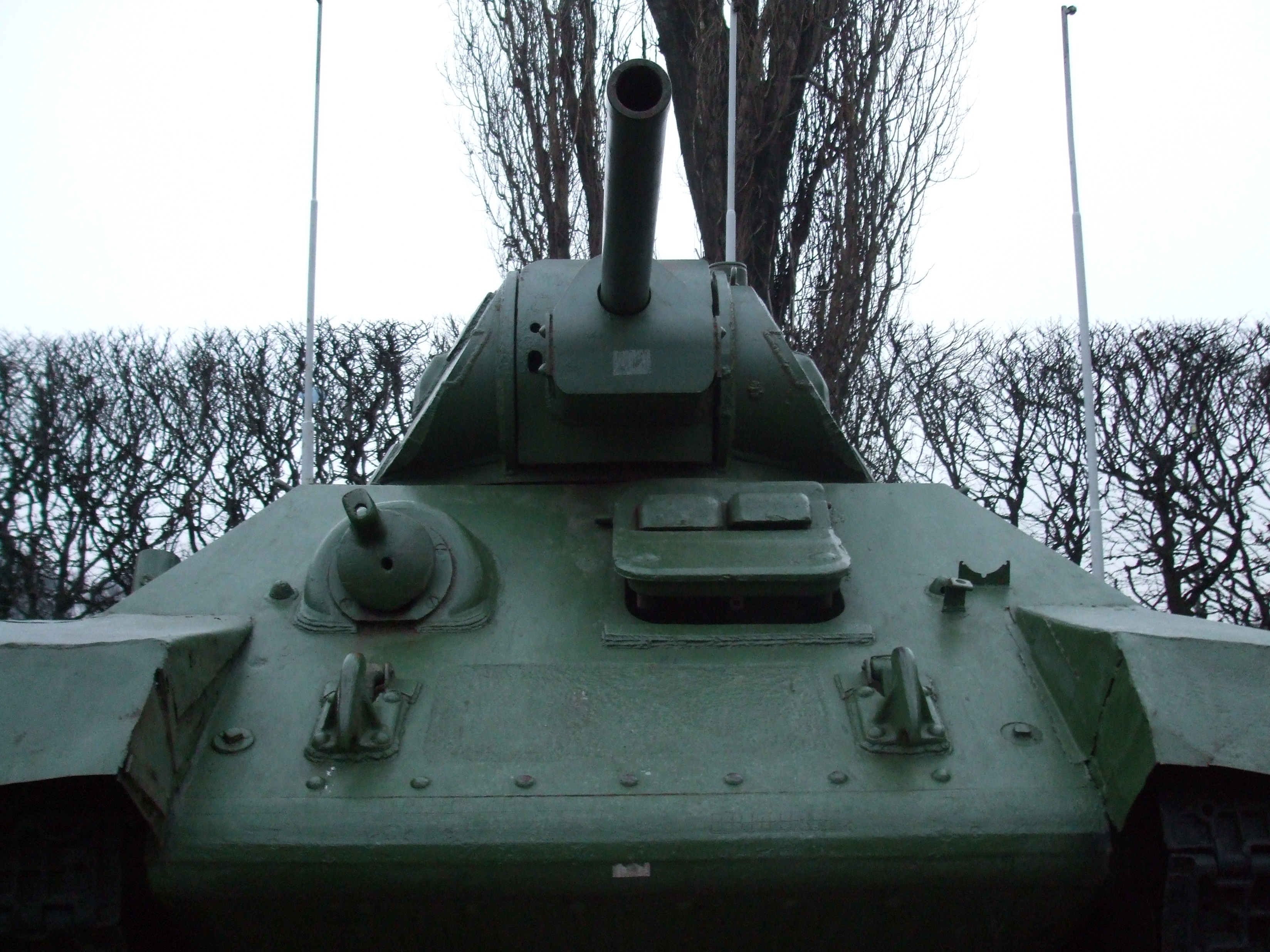
Czołg ze zdemontowaną pierwszą tablicą, 2008

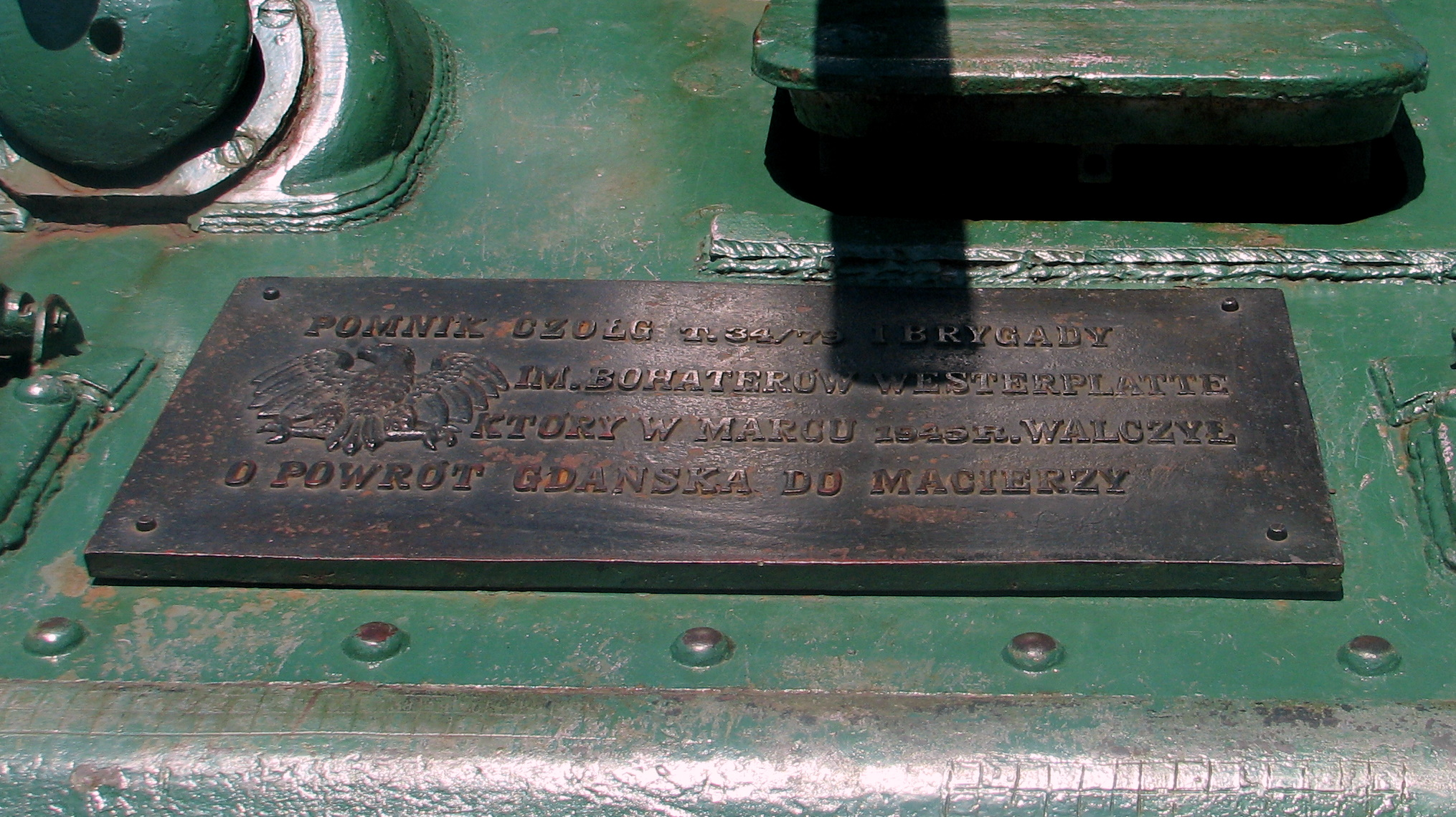
Obecna tablica na czołgu

Czołg w al. Zwycięstwa w Gdańsku – czołg-pomnik umiejscowiony w gdańskiej dzielnicy Aniołki, w alei Zwycięstwa. Obecnie jedyny czołg-pomnik na terenie miasta.
Czołg stanowi radziecki czołg średni T-34 modelu 1941/42, z armatą F-34 (kaliber 76,2 mm) i zachowanym silnikiem. Podczas II wojny światowej czołg ten służył w 1 Brygadzie Pancernej im. Bohaterów Westerplatte, nosząc numer taktyczny 121.

## Historia czołgu
Gdański czołg-pomnik stanowi wyprodukowany przez radziecki Zakład nr 112 „Krasnoje Sormowo” w mieście Gorki czteroosobowy T-34 model 1941/42 z działem kaliber 76,2 mm. W czasie II wojny światowej, pod numerem bocznym 121, służył on w 1 Brygadzie Pancernej im. Bohaterów Westerplatte, z którą przeszedł cały szlak bojowy. Według źródeł był pierwszym czołgiem koalicji antyhitlerowskiej, który wjechał do Gdyni 27 marca 1945, na wysokości Wzgórza Focha (obecnie Wzgórze św. Maksymiliana).
W marcu 1945 w skład jego załogi wchodzili por. Julian Miazga (dowódca), kpr. Procek (kierowca), Piotr Subocz (ładowniczy) i Morawski (strzelec-radiooperator). Krótko po wkroczeniu do miasta czołg został trafiony pociskiem przeciwpancernym, a dowódcę ciężko ranił w płuca strzelec wyborowy.

## Pomnik
8 kwietnia 1946 wyremontowany w Legionowie T-34, po zespawaniu gąsienic, umieszczony został na cokole w gdańskiej alei Zwycięstwa – jednej z głównych ulic miasta, blisko skrzyżowania z ulicą Marii Skłodowskiej-Curie, naprzeciwko Gdańskiego Uniwersytetu Medycznego. Nowy pomnik zastąpił umieszczony w tym rejonie, w kwietniu 1945 na cmentarzu poległych żołnierzy, należący do jednej z radzieckich jednostek pancernych walczących o miasto, czołg M4A2 Sherman, z numerem bocznym 216. W 1972, podczas poszerzania alei, T-34 został nieznacznie przesunięty w kierunku wschodnim, by zwolnić miejsce dla nowej jezdni.
Opiekunem czołgu-pomnika z al. Zwycięstwa jest gdański Zarząd Dróg i Zieleni. Początkowo widniała na nim tablica:

CZOŁG T-34 PRZESZEDŁ SZLAK BOJOWY ODRODZONEGO WOJSKA POLSKIEGO OD LENINO DO GDAŃSKA. BRAŁ UDZIAŁ W WALKACH O WAŁ POMORSKI W SKŁADZIE WARSZAWSKIEJ BRYGADY PANCERNEJ IM.BOHATERÓW WESTERPLATTE. ODZNACZONY KRZYŻEM GRUNWALDU I ORDEREM CZERWONEGO SZTANDARU. CZOŁG PORUCZNIKA JULIANA MIAZGI, KTÓRY W 1945 ROKU PIERWSZY WJECHAŁ DO GDYNI. PRZEBYŁ SZLAK BOJOWY OD SMOLEŃSKA PRZEZ WARSZAWĘ, BYDGOSZCZ DO GDYNI

zastąpiona później przez nową o treści:

POMNIK CZOŁG T.34 1 BRYGADY IM. BOHATERÓW WESTERPLATTE KTÓRY W MARCU 1945 R. WALCZYŁ O POWRÓT GDAŃSKA DO MACIERZY

W 2017 przeprowadzone zostały prace mające na celu oczyszczenie i odnowienie pomnika, zgodnie z zasadami malowania przyjętymi w 1 Brygadzie Pancernej. Współcześnie eksponowany jest jedynie z orłem jednostki, bez historycznego numeru bocznego 121.

## Kontrowersje
Pomnik wielokrotnie padał ofiarą wandalizmu, traktowany bywa jako relikt komunizmu i pamiątka po 1 Warszawskiej Brygadzie Pancernej im. Bohaterów Westerplatte, która od czerwca 1945 zwalczała polskie podziemie niepodległościowe na Podlasiu, uczestnicząc tam w kierowanych przez funkcjonariuszy Urzędu Bezpieczeństwa Publicznego oraz oficerów sowieckich aresztowaniach i działaniach represyjnych wobec ludności podejrzanej o działalność antykomunistyczną.

## Pozostałe czołgi-pomniki w Gdańsku
Obecnie T-34 model 1941/42 z al. Zwycięstwa jest jedynym zachowanym z trzech czołgów-pomników, jakie znajdowały się w Gdańsku. Pozostałymi dwoma były również pojazdy T-34. Jeden (T-34 model 1942/43) został umieszczony na początku lat 60. XX w. na Westerplatte, na Cmentarzu Żołnierzy Wojska Polskiego; został przeniesiony, a następnie usunięty w 2007 (obecnie eksponowany w Lubuskim Muzeum Wojskowym w Drzonowie). Drugi (T-34-85) znajdował się w Śródmieściu, na Targu Rakowym; został usunięty w 1991.